# فرانسیسکو خاویر رودریگس
فرانسیسکو خاویر رودریگس پیندو (اسپانیایی: Francisco Javier Rodríguez Pinedo‎؛ زاده ۲۰ اکتبر ۱۹۸۱) بازیکن فوتبال اهل مکزیک است که در پست مدافع میانی بازی می‌کرد.
از تیم‌هایی که در آن بازی کرده است می‌توان به باشگاه فوتبال اشتوتگارت اشاره کرد.